# Victoria Spartz

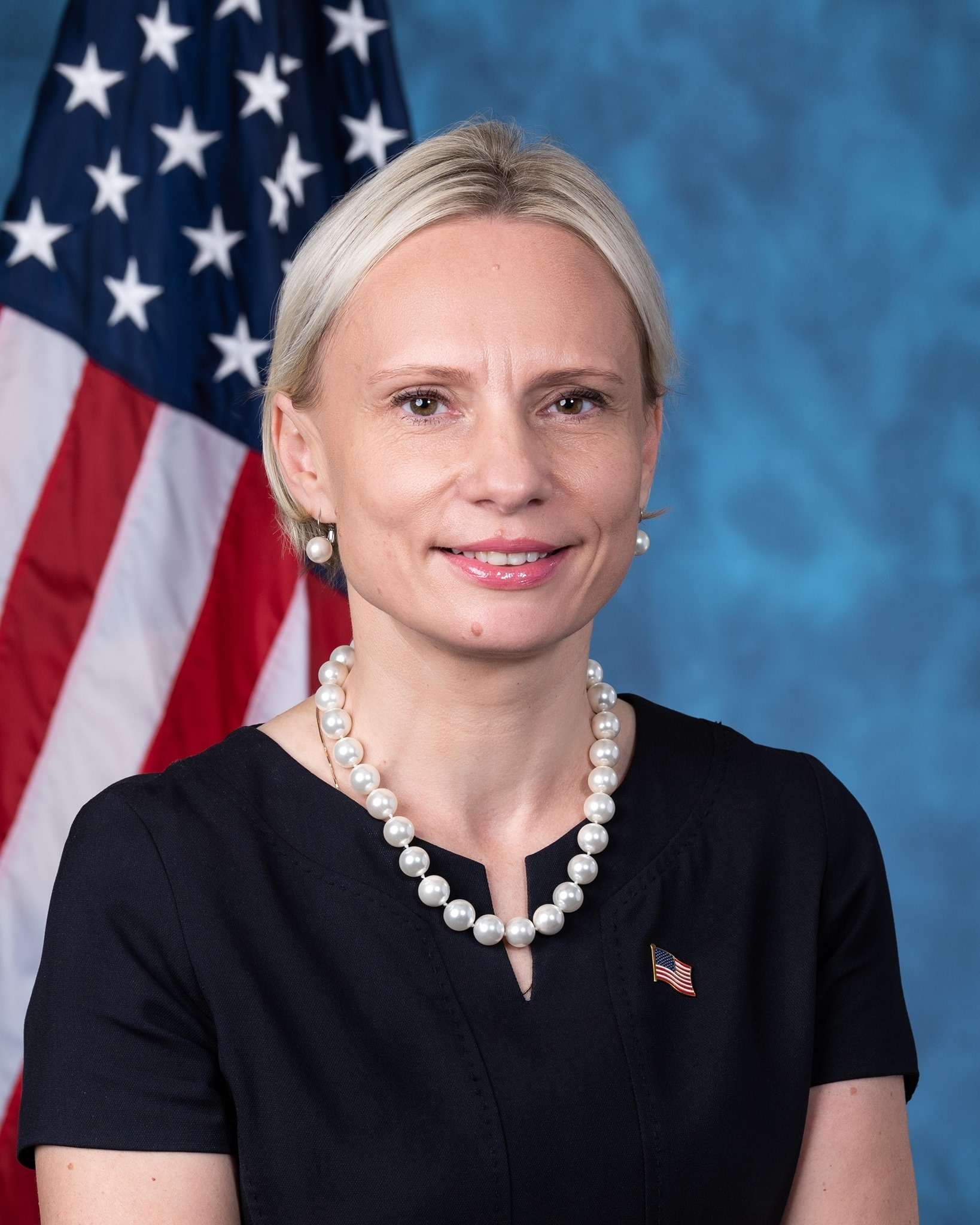
Victoria Spartz (2020)

Victoria Spartz (* 6. Oktober 1978 in Nossiwka, Oblast Tschernihiw, Ukrainische SSR, Sowjetunion) ist eine US-amerikanische Politikerin der Republikanischen Partei. Seit Januar 2021 vertritt sie den fünften Distrikt des Bundesstaats Indiana im US-Repräsentantenhaus.

## Leben
Victoria Spartz kam als Wiktorija Anatolijiwna Kulhejko (ukrainisch Вікторія Анатоліївна Кульгейко) zur Welt und wuchs in der ukrainischen Stadt Nossiwka auf. Sie machte einen Bachelorabschluss sowie einen Master of Business Administration an der Nationalen Wirtschaftsuniversität Kiew. Danach erwarb sie einen weiteren Masterabschluss an der Indiana University-Purdue University Indianapolis. Victoria Spartz ist seit 2000 mit Jason Spartz verheiratet, den sie in Europa kennengelernt hatte. Im gleichen Jahr wanderte sie in die Vereinigten Staaten aus; seit 2006 ist sie amerikanische Staatsbürgerin. Spartz hat zwei Töchter und lebt in Noblesville.

## Politik
Victoria Spartz ist Mitbegründerin der Hamilton County Tea-Party. Sie war Chief Financial Officer des Attorney General von Indiana und war zeitweise als Dozentin an der Indiana University tätig. 2017 wurde Spartz in den Senat von Indiana gewählt und löste den zurückgetretenen Luke Kenley ab. Nach der Ankündigung von Susan Brooks, bei den Wahlen zum Repräsentantenhaus im November 2020 nicht mehr antreten zu wollen, gab Spartz im Juni 2019 ihre Kandidatur bekannt. Die republikanische Vorwahl konnte sie am 2. Juni 2020 für sich entscheiden. Bei den Repräsentantenhauswahlen setzte Spartz sich mit 50 Prozent der Stimmen gegen Christina Hale von der Demokratischen Partei und Ken Tucker von der Libertarian Party durch.
Die Primary (Vorwahl) ihrer Partei für die Wahlen 2022 konnte sie ohne Gegenkandidat gewinnen. Sie setzte sich bei der Kongresswahl vom 8. November 2022 gegen Jeannine Lee Lake von der Demokratischen Partei durch. Im Februar 2023 kündigte sie an, 2024 auf eine erneute Kandidatur zu verzichten, revidierte diese Aussage aber ein Jahr später und trat zur Wiederwahl an. Die republikanischen Vorwahlen gewann sie mit 39,1 Prozent der Stimmen. Bei den Kongresswahlen 2024 setzte sie sich mit 56,6 % gegen Deborah Pickett von der Demokratischen Partei durch. Ihre aktuelle Legislaturperiode im Repräsentantenhaus des 119. Kongresses läuft noch bis zum 3. Januar 2027.
Spartz ist die erste in der Ukraine geborene Person, die ein Amt im Kongress innehat, und die erste eingebürgerte Abgeordnete, die Indiana vertritt.

### Positionen
Im April 2024 stimmte sie gegen die Ukraine-Hilfe, obwohl zuvor ihre Heimatstadt Tschernihiw von Russland bombardiert wurde. Dabei sind über ein Dutzend Zivilisten getötet worden. Sie vertrat die Ansicht, dass Donald Trump die einzige Person sei, die im Ukrainekrieg einen Friedensvertrag erreichen könne. Nach einer Auseinandersetzung zwischen Trump und Wolodymyr Selenskyj am 28. Februar 2025 im Oval Office kritisierte Spartz Selenskyj.

### Ausschüsse
Sie ist aktuell Mitglied in folgenden Ausschüssen des Repräsentantenhauses:
- Committee on Education and Labor
  - Civil Rights and Human Services
  - Higher Education and Workforce Investment
- Committee on the Judiciary
  - Antitrust, Commercial, and Administrative Law
  - Crime, Terrorism and Homeland Security
  - Immigration and Citizenship